# Eunica picea
Eunica picea är en fjärilsart som beskrevs av Felder 1861. Eunica picea ingår i släktet Eunica och familjen praktfjärilar. Inga underarter finns listade i Catalogue of Life.